# Frontière entre le Danemark et l'Islande
 (janvier 2024).
Si vous disposez d'ouvrages ou d'articles de référence ou si vous connaissez des sites web de qualité traitant du thème abordé ici, merci de compléter l'article en donnant les références utiles à sa vérifiabilité et en les liant à la section « Notes et références ».
La frontière entre le Danemark et l'Islande est une frontière internationale intégralement maritime séparant le Danemark de l'Islande.

## Caractéristiques
Elle est constituée de deux segments délimitant la zone économique exclusive de l'Islande de celle du Groenland d'une part et des îles Féroé d'autre part. Ainsi, cette frontière ne concerne pas directement le territoire métropolitain danois mais deux territoires autonomes.

## Histoire
Cette frontière est créée en 1975 lorsque l'Islande étend sa zone économique exclusive de 50 à 200 milles marins, mettant alors de facto en contact les zones économiques exclusives islandaises et danoises. Cette extension est la quatrième après celles de 1952, 1958 et 1972, extensions successives de la zone économique exclusive islandaise à l'origine de la guerre de la morue contre le Royaume-Uni. Un accord international est signé en 2019 à ce sujet.

Carte des zones économiques de l'Islande et des îles Féroé.